# Bhupen Khakhar
Bhupen Khakhar (Bombay, 1934-Vadodara, India, 2003) fue un artista indio.

## Educación
Khakhar obtuvo una licenciatura en economía a instancias de su madre viuda, y trabajó la mayor parte de su vida como contable. Sin embargo, desde una edad temprana, también se dedicó al dibujo, la pintura y la escritura con la pasión, y posiblemente la libertad, de un autodidacta. Admirador de Gandhi durante toda su vida y defensor de las clases bajas, Khakhar se rebeló contra la visión de la India de Nehru, contra el "buen gusto" de las clases medias y contra el estilo de pintura modernista entonces popular entre muchas de las élites artísticas de la India.

## Creación artística
Bhupen Khakhar es recordado como un iconoclasta y un inconformista, un hombre que nunca hizo lo que se esperaba y que fue abierto sobre sus puntos de vista sobre todo, desde el sectarismo social hasta su propia homosexualidad, todo lo cual se refleja en sus obras. Nacido en 1934, Khakhar comenzó su carrera en el arte bastante tarde en su vida, a la edad de 38 años.
Bhupen Khakhar estuvo activo en India desde finales de la década de 1960. Un radical amable, sus pinturas luminosas abordaron cuestiones de clase, género y sexualidad con matices sensibles, a menudo tragicómicos.
Uno de sus coleccionistas, Brian Weinstein, afirma: «En una clase inusualmente silenciosa en la Facultad de Arte de la Universidad de MS, Baroda, escuché a Bhupen Khakhar responder la misma pregunta con las mismas palabras. Amplió esta idea diciendo que sus representaciones de la intimidad sexual, particularmente entre hombres, no eran voyeuristas ni pornográficas porque todas las relaciones expresadas en sus pinturas y grabados se basaban en el amor. Sabía mejor porque se estaba retratando principalmente a sí mismo, sus experiencias íntimas y el medio de clase media baja de sus orígenes en Bombay. Más tarde explicó que el acto de crear las obras eróticas y los cuadros sobre la enfermedad que padecía lo liberaba de sus pasiones y tormentos internos».

## Exposiciones
Bhupen Khakhar  es uno de los artistas indios más reconocidos internacionalmente y la figura central de la llamada Escuela de Baroda. Su primera exposición individual tuvo lugar en 1965 en una galería de su ciudad natal. A ella le han seguido exposiciones en París, Ámsterdam, Londres, Berlín y Nueva Delhi entre otras ciudades reportando a su obra pictórica un merecido reconocimiento. A sus cuadros se une su obra literaria en la que pone de manifiesto la misma peculiar narrativa tan característica de sus pinturas.

## Crítica
Sus pinturas eran tan raras, extrañas, raras ... la formación, la figuración, el tema, los colores ... todo, tal como él lo veía, estaba lleno de humor e ingenio.
Atul Dodiya en Salon: Art History, Art Basel, 2013
Había un lado oscuro en Bhupen, él vio el vacío de la vida de muchas personas.
Timothy Hyman en Salon: Art History, Art Basel, 2013
Algunos comentaristas han sugerido que es un artista pop, pero es mucho más. La fuerza de su trabajo ... es que es disruptivo y provoca profundas preguntas sobre la sociedad.
Dra. Devika Singh, investigadora de Smuts en el Centro de Estudios del Sur de Asia

## Khakhar en citas
En la página web del Tate, se recopilan algunas citas del artista:
Todo lo que veo está relacionado con la figura.
Entrevista con Sadanand Menon, The Hindu Magazine, 2003
Cuando siento que estoy diciendo la verdad, entonces no hay restricción.
Entrevista con Sadanand Menon, The Hindu Magazine, 2003
Ir a la oficina dos o tres horas me da la sensación de que he cumplido con mi deber con la sociedad y siento que ahora puedo ir a pintar.
The Independent, 2003